# Distrito municipal de Naujininkai
Distrito municipal de Naujininkai es un distrito municipal perteneciente al Municipio de Ciudad del Vilna y organizado administrativamente en nueve barrios (Ąžuolijai, Burbiškės, Dilgynė, Kirtimai, Naujininkai, Pakupečiai, Pupinė, Salininkai, Užusienis). El distrito se limita con los distritos municipales de Paneriai, Naujamiestis, Senamiestis, Rasos y Vilkpėdė, también con Distrito Municipio de Vilna.

## Barrios
El distrito está formado por los siguientes 9 barriosː
- Ąžuolijai
- Burbiškės
- Dilgynė
- Kirtimai
- Naujininkai
- Pakupečiai
- Pupinė
- Salininkai
- Užusienis

## Galería

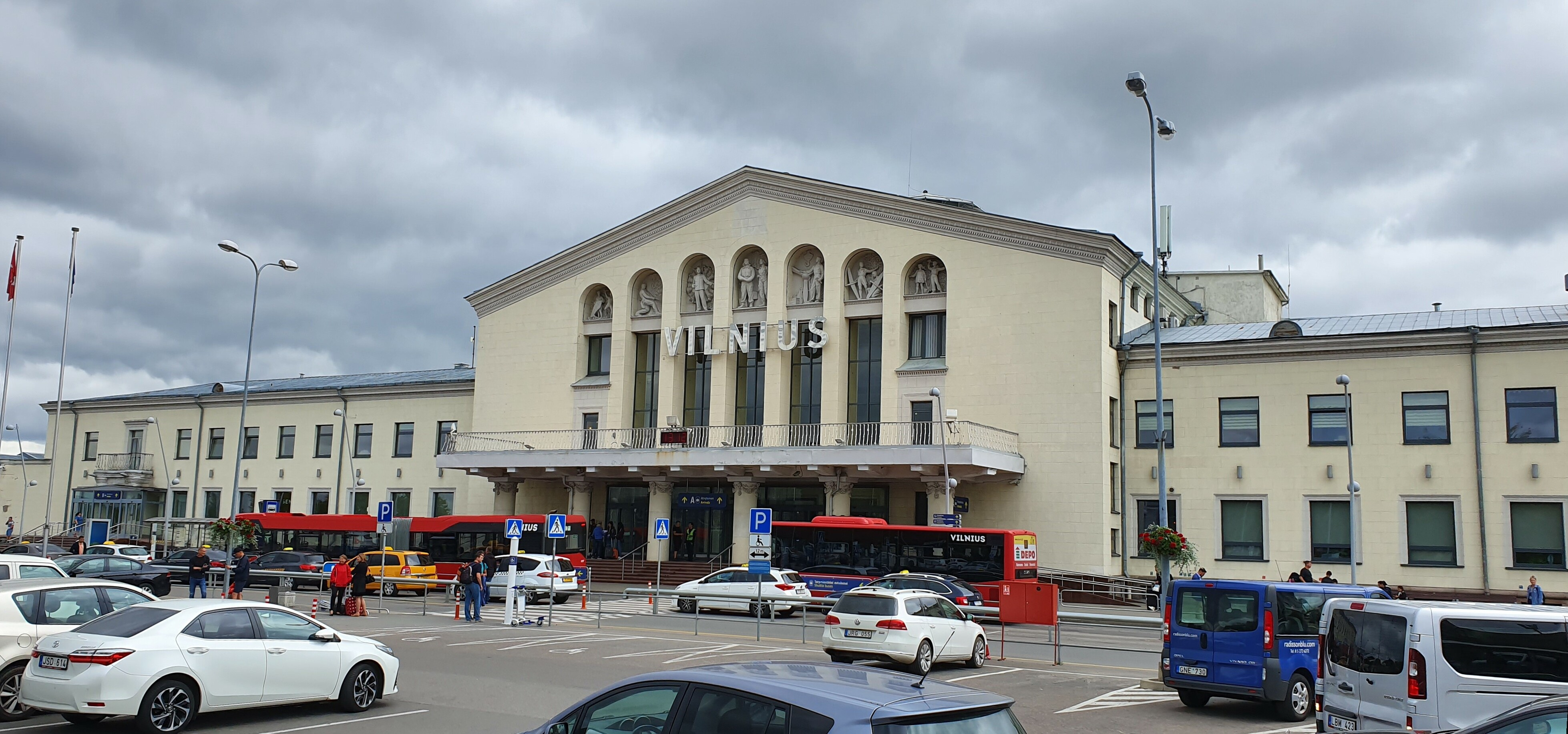
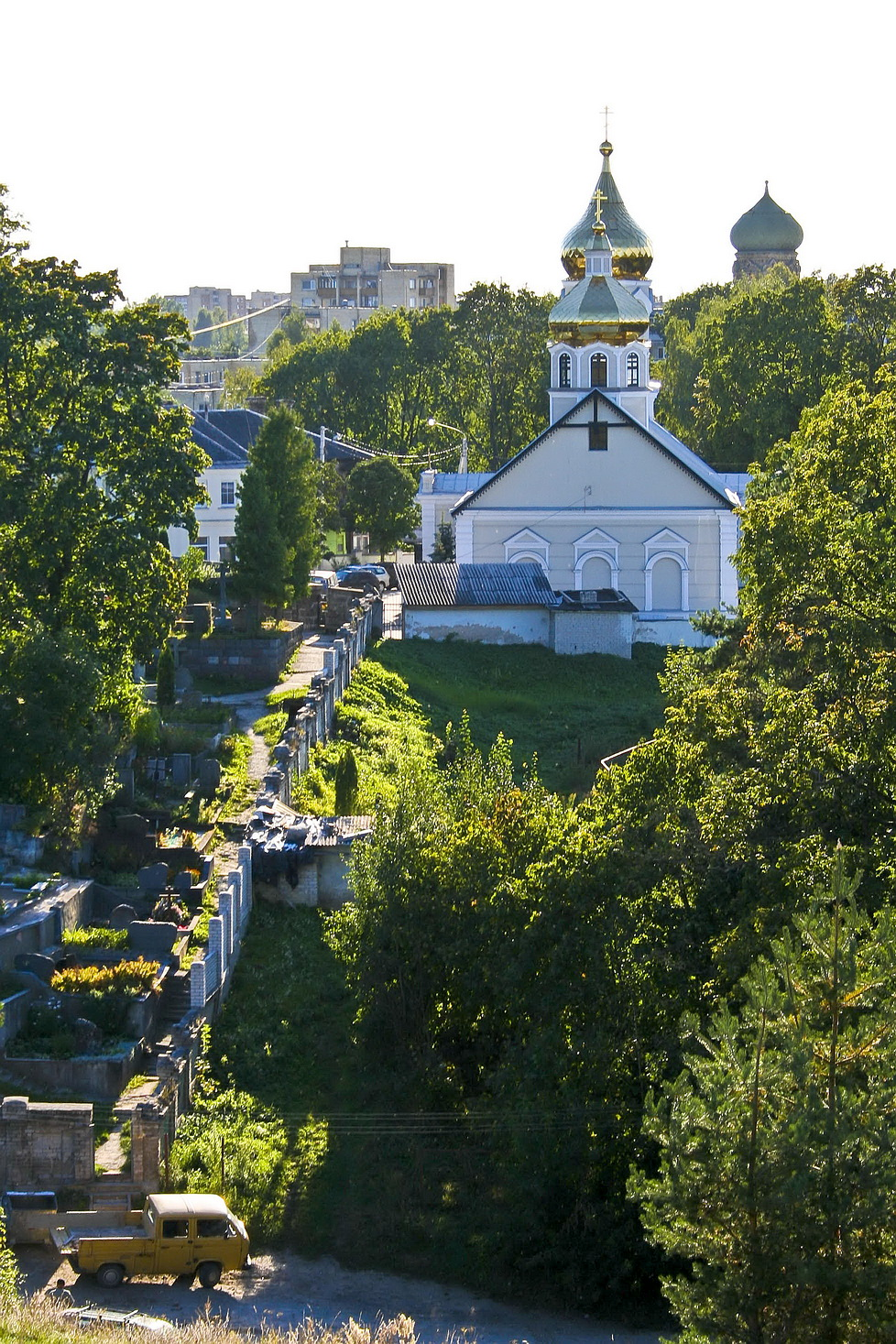
El Cementerio Ortodoxo de Naujininkai